# Безымянное поле
«Безымянное поле» — стихотворение из цикла «Война» советского поэта Константина Симонова, написанное в июле 1942 года.

## Контекст создания
Константин Симонов был призван в армию с началом Великой Отечественной войны в качестве военного корреспондента. Военная тематика была основной в творчестве Симонова.
Летом 1942 года К. Симонов принимал участие боях в ходе т. н. операции «Ливенский щит» в Ливенском районе Орловской области, стихотворение им было написано под впечатлением боев на Опытном поле у деревни Жерновка.
В июле 1942 года ситуация на фронте продолжала оставаться очень сложной для СССР и Красной армии: противник продвинулся на 500—650 км и разбитые части Юго-западного фронта вынуждены были отступить к Волге. 28 июля 1942 года Ставка Верховного Главнокомандования издала приказ № 227 «Ни шагу назад», призванный сдержать отступление и повысить дисциплину в РККА.
Константин Симонов, прочитав приказ № 227, 28-30 июля 1942 года в пути с фронта, написал «Безымянное поле».

… после чтения приказа Сталина, все другое на обратном пути в Москву как-то притупилось. И мысли о том, как я буду писать корреспонденции, и радость оттого, что напечатаны в «Правде» «Русские люди», — все куда-то отодвинулось. Хотелось писать не корреспонденции о том, что я видел, а что-то другое, что было бы выходом из того состояния потрясения, в котором я находился. Хотелось что-то сказать и самому себе и другим о том, как же быть дальше. Что нужно делать? С этим чувством я по дороге в Москву в «эмке» начал бормотать про себя первые пришедшие на ум строчки стихотворения «Безыменное поле». В нем не было ни слова об июльском приказе Сталина, но для меня самого оно было прямым и немедленным ответом на то потрясение, которое я испытал, прочитав этот приказ.— Симонов К.М. - Разные дни войны. Том II
В стихотворении сам Симонов ассоциирует слов своих «страшную горечь» с Лермонтовым, лейтмотивом в этом стихотворении звучит тема «Бородина».
В стихотворение чувствуется державинское влияние — Симонов обратился к образу Суворова, суворовских солдат: отступавшим красноармейцам являлся образ непобедимых суворовцев.

## Структура и сюжет
...

В бело-зеленых мундирах,

Павшие при Петре,

Мертвые преображенцы

Строятся молча в каре.

Плачут седые капралы,

Протяжно играет рожок,

Впервые с Полтавского боя

Уходят они на восток.

Из-под твердынь Измаила,

Не знавший досель ретирад,

Понуро уходит последний

Суворовский мертвый солдат.

Гремят барабаны в Карпатах,

И трубы над Бугом поют,

Сибирские мертвые роты

У стен Перемышля встают.

...
Стихотворение построено как монолог-обращение неназванного рассказчика к своему товарищу-солдату, в котором осуждается «позорное» отступление войск.
Опять мы отходим, товарищ,

Опять проиграли мы бой,

Кровавое солнце позора

Заходит у нас за спиной.
Рассказчик сокрушается, что они были вынуждены оставить своих погибших без погребения и почестей. В стихотворении раскрывается тема ответственности живых не только перед потомками, но и перед предками. Рассказчик вызывает образы погибших в прошлых войнах России солдат, которые встают из могил и следуют на восток вслед за отступающими частями Красной армии, чтобы не оставаться в оккупированной земле.
Симонов обращается к идее единства и непрерывности русской истории. (Аналогичная апелляция к героическому прошлому Российской империи содержится и в обращении И. В. Сталина к народу 7 ноября 1941 года.)
В заключение рассказчик призывает собраться с духом и не сдавать рубежи:
Клянемся ж с тобою, товарищ,

Что больше ни шагу назад!

Чтоб больше не шли вслед за нами

Безмолвные тени солдат.
Название стихотворения обыгрывается в предпоследнем абзаце:
Пусть то безыменное поле,

Где нынче пришлось нам стоять,

Вдруг станет той самой твердыней,

Которую немцам не взять.
Автор указывает, что абсолютно любой клочок родной земли может и должен стать непреодолимой преградой для немецких оккупантов — точно так же, как в 1812 году малоизвестное село в Можайском уезде стало местом решающего сражения.